# 白水阿弥陀堂

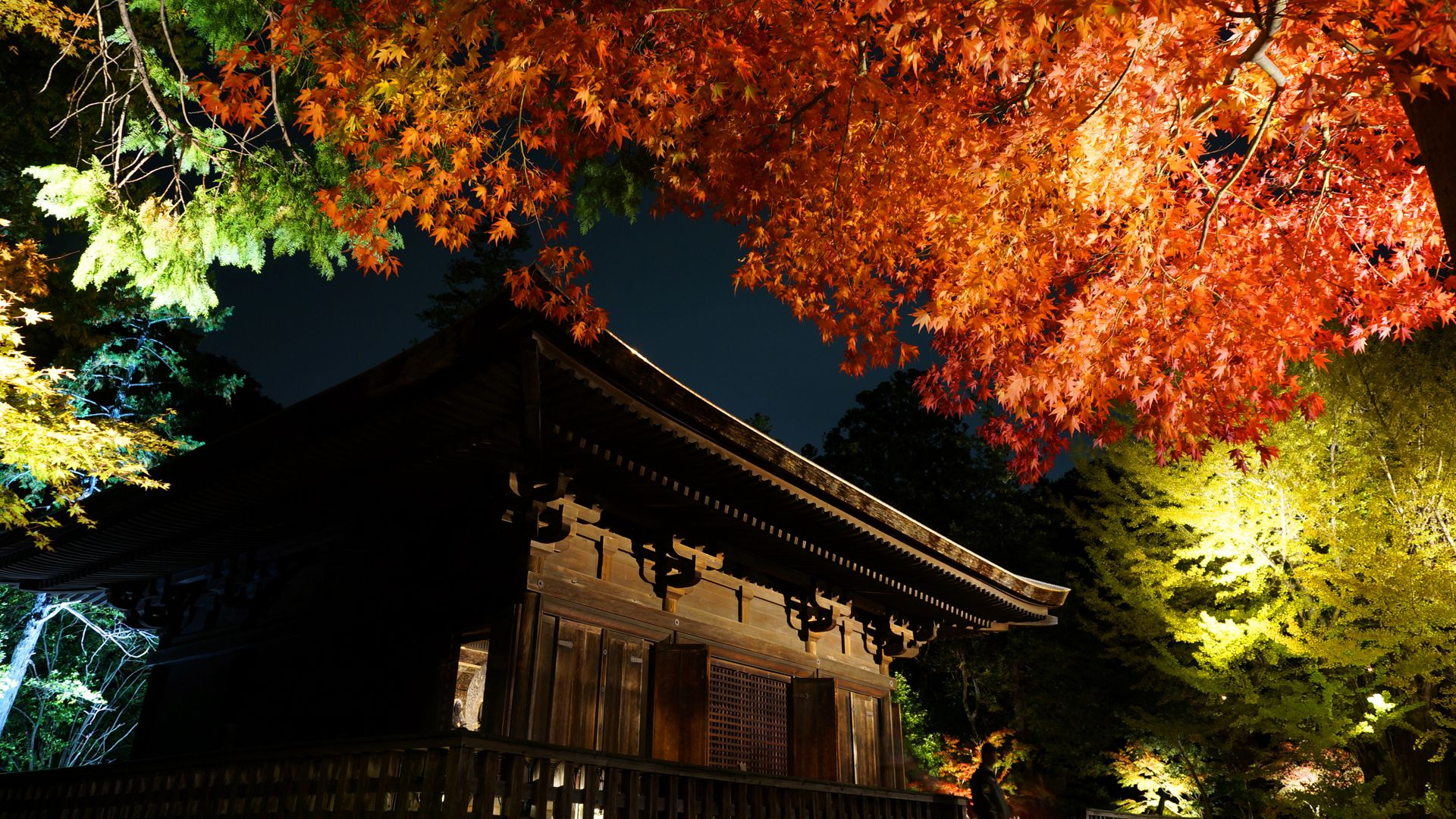
白水阿弥陀堂

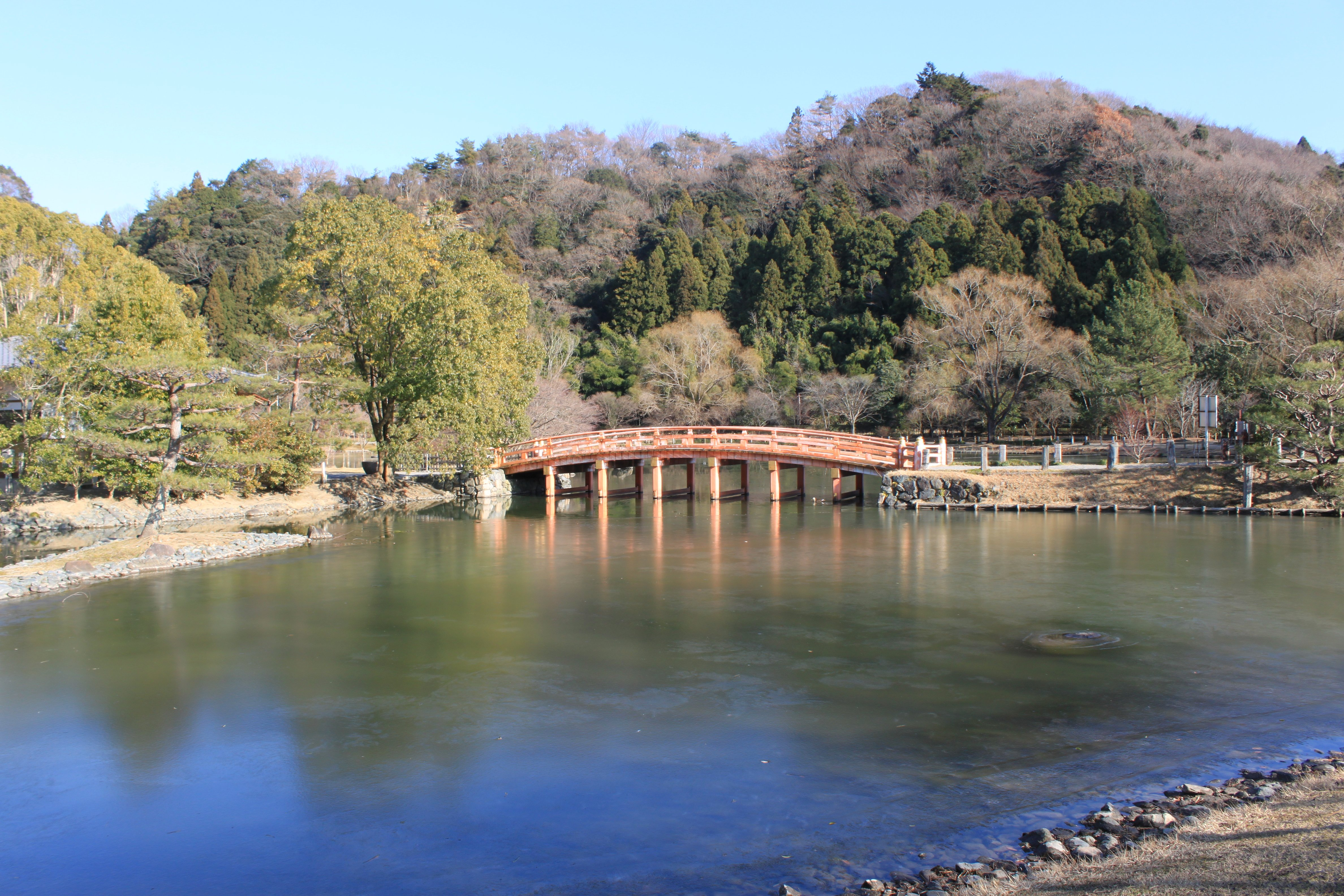
庭園

白水阿弥陀堂（しらみずあみだどう）は、福島県いわき市内郷白水町広畑にある平安時代末期建立の仏堂。同地所在の真言宗智山派の寺院・願成寺（がんじょうじ）が所有する。
福島県内唯一の国宝建造物である（2019年現在）。国宝指定名称は「阿弥陀堂（白水阿弥陀堂）」。浄土式庭園を含む境内地は白水阿弥陀堂境域（しらみずあみだどうきょういき）として国の史跡に指定されている。

## 概要
白水阿弥陀堂は、平安時代末期の1160年（永暦元年）に、岩城則道（岩城氏の祖）の妻・徳姫（藤原清衡の娘）によって建立された。徳姫は、夫・則道の菩提を弔うために寺を建てて「願成寺」と名付け、その一角に阿弥陀堂を建立した。阿弥陀堂はその後、後鳥羽上皇により勅願寺とされた。江戸時代には、徳川将軍家より寺領10石を与えられるなど、歴代の為政者に保護され、現在に至っている。
阿弥陀堂は明治35年（1902年）7月、当時の古社寺保存法に基づき特別保護建造物に指定され、昭和27年（1952年）3月29日、文化財保護法に基づく国宝に指定されている。堂は近くに所在する願成寺の所有である。ただし、池を含む浄土庭園の大部分はいわき市の所有・管理になる。
阿弥陀堂は方三間（正面・側面とも柱が4本立ち、柱間が3間となる）の単層宝形造で屋根はとち葺。堂内は内陣の天井や長押、来迎壁（本尊背後の壁）などが絵画で荘厳されていたが、現在は一部に痕跡を残すのみである。内陣の須弥壇上には阿弥陀如来像を中心に、両脇侍の観音菩薩像と勢至菩薩像、ならびに二天像（持国天像、多聞天像）の5体の仏像が安置されている。東北地方に現存する平安時代の建築は、岩手県平泉町の中尊寺金色堂、宮城県角田市の高蔵寺阿弥陀堂、当堂の3棟のみである。
阿弥陀堂は東・西・南の三方を池に囲まれ、正面に当たる南から中の島を経由して堂にいたる参拝道が設けられている。さらに北・東・西は山で囲まれており、阿弥陀堂を中心としたこれらの空間は平安時代末期に盛んだった浄土式庭園の様を成している。これらの構造は、徳姫が奥州藤原氏の娘であることも手伝って、毛越寺や無量光院といった平泉の寺院の構造に影響を受けている。「白水」という地名は、平泉の「泉」という文字を2つに分けたもので、岩城氏の本拠地であった平という地名の由来も平泉の「平」を取ったものだという説がある。
2011年3月11日に発生した東日本大震災による損傷を受け、阿弥陀堂の拝観が中止されたが、2012年7月に修復が終わり再開された。また、同時に損傷した所蔵の阿弥陀如来坐像と持国天像が京都に送られ修復作業が行われた。
2023年（令和5年）9月、台風13号から変わった熱帯低気圧による大雨で近くを流れる新川が氾濫し、水位が床上20～30cmに達する床上浸水の被害を受けた。
例年秋頃に、紅葉ライトアップ及びプロジェクションマッピングイベントである、アミダナイトが開催されている。

## 文化財

### 国宝
- 阿弥陀堂

桁行と梁間はともに3間、一重の宝形造。屋根はとち葺である。1952年（昭和27年）3月29日、国宝（建造物）に指定された。

### 重要文化財（国指定）
- 木造阿弥陀如来及両脇侍像 3躯

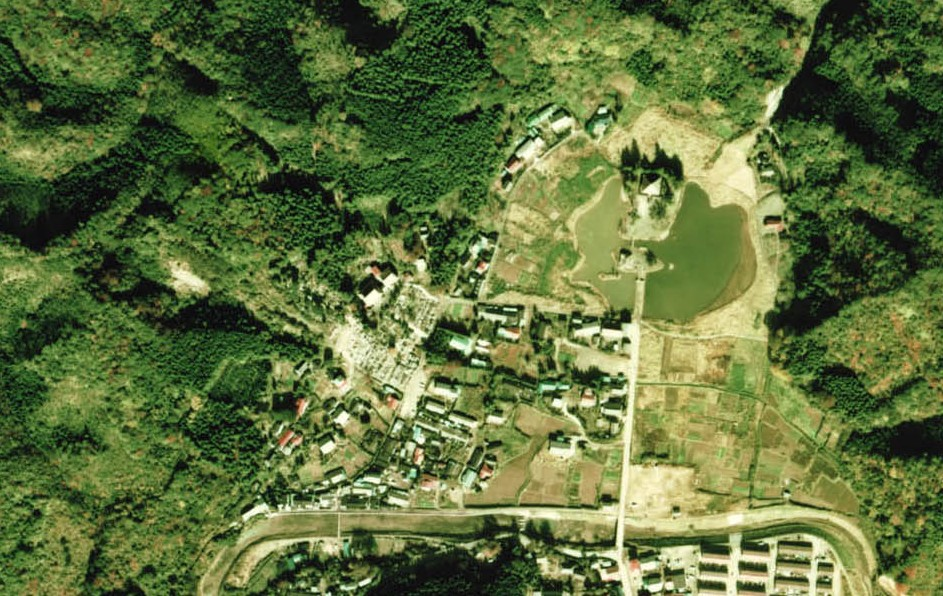
史跡 白水阿彌陀堂境域
1975年撮影

- 木造持国天立像（寺伝広目天像）・木造多聞天立像 2躯

### 史跡（国指定）
- 白水阿弥陀堂境域

発掘調査によって、国宝阿弥陀堂が大きな池の中に設けられた中島に建てられ、浄土庭園の典型的な構成を示していることが判明した。1966年（昭和41年）9月12日、周辺山林や農地、民家敷地を含めた243,669平方メートルにわたる広大なエリアが国の史跡に指定された。

## 所在地・アクセス

### 所在地
- 白水阿弥陀堂　福島県いわき市内郷白水町広畑221
- 本坊願成寺 福島県いわき市内郷白水町広畑219[1]

### アクセス
鉄道
- 常磐線内郷駅より車で5分。

路線バス
- いわき駅・内郷駅入口より新常磐交通「川平」行きバスで「あみだ堂」バス停下車。

道路
- 常磐自動車道いわき中央ICより国道49号旧道を経て、国道6号市街地線を水戸側に進む。

※毎月第4水曜日（12月は第2水・木曜日）は休みとなり、橋を渡って境内に入ることができない。